# Lago Gaberoun
Il lago Gaberoun è il lago dell'omonima oasi libica situata nella regione nel Fezzan nel deserto del Sahara. Il lago è particolarmente salato; nuotarvici può essere piacevole nonostante i numerosi crostacei d'acqua salata che lo abitano. Il periodo compreso tra ottobre e maggio è considerato il migliore per visitare la località in quanto il clima è più mite.

## Storia
L'oasi era abitata da una piccola tribù di beduini; le rovine del loro insediamento sono a mala pena visibili tra le palme lungo la costa nord-occidentale del lago. Molto probabilmente la fonte di sostentamento della tribù consisteva nei crostacei pescati nel lago. Negli anni 1980 la tribù venne fatta trasferire in una nuova sistemazione al di fuori delle dune sabbiose, nel Wadi Bashir, a sud dell'erg, un insediamento di appartamenti in cemento edificato apposta per ricoloccare questa tribù. Da allora il vecchio insediamento beduino è abbandonato.